# 4056 Timwarner
4056 Timwarner eller 1985 FZ1 är en asteroid i huvudbältet som upptäcktes den 22 mars 1985 av den amerikanske astronomen Edward L.G. Bowell vid Anderson Mesa Station. Den är uppkallad efter Timothy Warner.
Asteroiden har en diameter på ungefär 7 kilometer och den tillhör asteroidgruppen Eunomia.